# Stanisław Janicki (oficer)
Stanisław Janicki (ur. 28 marca 1897 w Płauczy Małej, zm. w 1940 w Kijowie) – kapitan artylerii Wojska Polskiego.

## Życiorys
Urodził się w Płauczy Małej, w ówczesnym powiecie brzeżańskim Królestwa Galicji i Lodomerii, w rodzinie Władysława.
31 marca 1924 został awansowany do stopnia kapitana ze starszeństwem z dniem 1 lipca 1923 i 6. lokatą w korpusie oficerów artylerii. Pełnił służbę w 12 pułku artylerii polowej, 11 pułku artylerii polowej w Stanisławowie, kadrze 6 Oddziału Służby Uzbrojenia we Lwowie i 24 pułku artylerii lekkiej w Jarosławiu. Z dniem 1 sierpnia 1933 został przydzielony z 24 pal do PKU Małkinia w celu odbycia praktyki w służbie uzupełnień. Po przeniesieniu por. Władysława Kandybowicza w stan spoczynku (31 grudnia 1933) objął obowiązki kierownika II referatu poborowego w PKU Małkinia. Z dniem 30 listopada 1934 sam został przeniesiony w stan spoczynku. W 1940 został zamordowany w Kijowie.

## Ordery i odznaczenia
- Krzyż Niepodległości – 6 czerwca 1931 „za pracę w dziele odzyskania niepodległości”[9]
- Krzyż Walecznych czterokrotnie[10]